# Hiéroglyphe égyptien S25
La nébride, en hiéroglyphes égyptiens, est classifiée dans la section S « Couronnes, vêtements, sceptres, etc. » de la liste de Gardiner ; cet hiéroglyphe y est noté S25.

## Représentation
Il représente un vêtement en peau (nébride) prenant notamment la forme d'une pardalide sous l'Ancien Empire. Il est translittéré ˁ.

## Utilisation
C'est un déterminatif de nom de vêtement de peau.
C'est un phonogramme unilitère de valeur ˁ.